# Капистрело
Капистрѐло (на италиански: Capistrello) е градче и община в Южна Италия, провинция Акуила, регион Абруцо. Разположено е на 734 m надморска височина. Населението на общината е 5419 души (към 2010 г.).